# 供给制
供给制，是指政府或军队以实物或部分津贴的形式发放薪酬。
在军队中，通常会实行这种制度，军人日常过集体生活。除工资外，由军队后勤为军人提供饮食、制服、鞋帽、日常生活用品等。中华人民共和国建立初期，曾在政府工作人员中实行过供给制。此后，除军队外，运动员培训亦使用供给制。国府迁台后，为改善“台湾公教人员、生活条件不佳”问题，中華民國政府在1952年颁布《中央文職公教人員生活必需品配給辦法》，配发公教人员日常用品，而这一制度一直沿袭至今。
由来
中国共产党早期在革命根据地物资极端匮乏，由政府发给生活必需品, 保证最低生活需要, 并且大体上采取平均分配的办法, 随
着战争时间的延长,逐渐形成了制度。人们给它起了个名字叫做“供给制”。
特点
1. 直接分配
2. 按人分配
3. 限额分配[1]

误解
供给制并非共产主义社会的“各取所需”，供给制是在菲薄的物质基础上实行的，而共产主义的各取所需, 是在社会产品极大丰富的物质 条件下实现的。